# Rangordnung (Grundbuch Deutschland)
Rangordnung (Deutschland) ist im Grundbuchrecht die gesetzlich festgelegte Reihenfolge mehrerer im selben Grundbuch eingetragener Rechte, die sich auf die Verteilung der Erlöse aus einer Zwangsversteigerung des Grundstücks auswirkt.

## Allgemeines
Eine Rangordnung ist solange ohne Bedeutung, wie im Grundbuch – außer dem Eigentum, dieses ist als absolutes Recht von Rangfolgeregelungen ausgenommen – kein oder nur ein Recht eingetragen ist. Es ist jedoch zulässig, im selben Grundbuch auch mehrere Rechte einzutragen, sodass unter diesen Rechten eine Rangfolge entsteht, die bei der Zwangsversteigerung des Grundstücks zu berücksichtigen ist. Hierbei kommt das im Sachenrecht herrschende Prioritätsprinzip zum Ausdruck, wonach ein zeitlich früher begründetes Recht dem späteren im Range vorgeht. Reicht der Versteigerungserlös nicht für die Befriedigung aller Gläubigerrechte aus, gehen somit die in der Rangfolge letztrangigen Rechte ganz oder teilweise leer aus. Für die Befriedigung von Rechten ist nämlich das unter ihnen bestehende Rangverhältnis maßgebend (§ 11 ZVG), das sich bei der Feststellung des geringsten Gebots äußert.
Wie im gesamten Grundbuchrecht ist auch bei der Rangfolgeregelung zwischen materiellem und formellem Grundbuchrecht zu unterscheiden. Das im Bürgerlichen Gesetzbuch (BGB) enthaltene materielle Recht besagt, wie ein Recht entsteht, übertragen oder gelöscht wird. Das in der Grundbuchordnung (GBO) enthaltene formelle Recht regelt, wie das materielle Recht im Grundbuch konkret umgesetzt wird.

## Entstehung der Rangfolge
Dem Grundbuchamt kommt beim Eintragungsverfahren eine wesentliche Rolle zu, weil es die Eintragungsreihenfolge festlegt und damit über die im Grundbuch eingetragene Rangfolge entscheidet. Da das Eintragungsdatum von prinzipieller Bedeutung ist (§ 879 Abs. 1 BGB), muss nach § 13 Abs. 2 GBO der Zeitpunkt des Antragseingangs beim Grundbuchamt genau vermerkt werden („Präsentat“). Es ist dabei Datum, Stunde und Minute des Eingangs zu vermerken (§ 19 Abs. 2 Geschäftsbehandlung Grundbuch-Sachen). In § 17 GBO wird bestimmt, dass das Grundbuchamt die Eingangsreihenfolge auch für die Bearbeitungsfolge einzuhalten hat. Eine taggleiche Bearbeitung eingehender Grundbuchanträge ist daher zur Wahrung der sich aus der Grundbucheintragung ergebenden gesetzlichen Rangfolge nicht erforderlich. Das Grundbuchamt ist gezwungen, die postalische Eingangsreihenfolge bei der Eintragung zu übernehmen.

## Bestimmung der Rangfolge
Bei der Eintragung von Rechten kommt es grundsätzlich auf deren Eintragungsdatum an. Maßgebend für die Rangfolge innerhalb der Rechte ist die gesetzliche Regelung in § 879 BGB, die zwischen Rechten in derselben und Rechten beider Abteilungen II und III des Grundbuchs unterscheidet.

### Rechte in derselben Abteilung
Nach § 879 Abs. 1 Satz 1 BGB und § 45 Abs. 1 GBO gilt für mehrere Rechte in derselben Abteilung das so genannte „Lokusprinzip“ (optische Reihenfolge der Eintragungen), mithin hat III/1 Rang vor III/2 usw. Sollen die in derselben Abteilung (untereinander) stehenden Rechte ausnahmsweise Gleichrang haben, muss dies besonders vermerkt werden (§ 879 Abs. 3 BGB, § 45 Abs. 1 GBO). Gerade bei mehreren gleichzeitig beantragten Rechten für dieselbe Abt. ist dies von Bedeutung. Da Rechte nur notariell beglaubigt eintragungsfähig sind, kommt der notariellen Rangbestimmung eine entscheidende Bedeutung zu. Bei mehreren gleichzeitig beantragten Rechten muss der Notar das Grundbuchamt präzise anweisen, welche Rangfolge bei der Eintragung in derselben Abteilung einzuhalten ist, da mehrere Rechte postalisch vom Notar in der Regel am selben Tag beim Grundbuchamt eingereicht werden. Mehrere, am selben Tag beim Amt eingegangenen Rechte für dieselbe Abt. erhalten dasselbe Eintragungsdatum, sodass erst die Reihenfolge der Eintragung über die Rangordnung entscheidet.

### Rechte in verschiedenen Abteilungen
Nach § 879 Abs. 1 Satz 2 BGB wird die Rangfolge nicht nur innerhalb einer Abt. verglichen, sondern über das Rangverhältnis der Rechte von Abt. II und III untereinander entschieden. Um dies zu ermöglichen, gilt hierfür das so genannte „Tempusprinzip“ (Zeitpunkt der Eintragungen). Ist mithin das Recht II/1 vom Eintragungsdatum her früher eingetragen worden als III/1, so hat II/1 Vorrang. Wird ein Recht in Abt. II und ein Recht in Abt III am selben Tag eingetragen, so haben sie Gleichrang.

## Absolutes und relatives Rangverhältnis
Durch die § 880, § 881 BGB (Rangänderung und Rangvorbehalt) entsteht für die betroffenen Rechte ein relatives Rangverhältnis, wodurch das Grundbuch an Übersichtlichkeit einbüßt. Unübersichtlichkeit wird hauptsächlich durch diese relativen Rangverhältnisse geschaffen, sodass sie möglichst durch absolute ersetzt werden sollten. Der Rangvorbehalt im Grundbuch ermöglicht nach § 881 BGB dem Eigentümer eines Grundstücks bei Begründung eines Rechtes an seinem Grundstück durch einen Dritten, eine vorausgehende Rangstelle für sich zu reservieren. Der Eigentümer kann sich nämlich bei Belastung eines Grundstücks mit einem Recht die Befugnis vorbehalten, später ein anderes, dem Umfang nach bestimmtes Recht mit dem Rang vor diesem Recht oder mit gleichem Rang eintragen zu lassen. Durch den Rangvorbehalt wird das gesetzliche Rangfolgeprinzip außer Kraft gesetzt. Er bewirkt nämlich, dass das belastete Recht zugunsten des vorbehaltenen späteren Rechts im Rang zurücktritt. Wird nach der Eintragung des belasteten Rechts, aber vor der Eintragung des vorbehaltenen Rechts ein weiteres Recht ohne Rangvorbehalt eingetragen (Zwischenrecht), so entstehen relative Rangverhältnisse. Das nicht belastete Zwischenrecht wird durch den Rangvorbehalt nicht berührt (§ 880 Abs. 5 BGB), darf also durch dessen Ausübung nicht rangmäßig benachteiligt werden. Das Zwischenrecht behält also auch nach der Ausübung des Rangvorbehalts seinen bisherigen Rang. Andererseits darf aber auch das mit dem Rangvorbehalt belastete Recht durch die spätere Eintragung unbelasteter Zwischenrechte im Falle der Ausübung des Rangvorbehalts nicht über den Rangvorbehalt hinausgehend belastet werden. Ähnlich verhält es sich mit der Rangänderung, durch die die im Grundbuch eingetragene Rangordnung nachträglich durch die Beteiligten geändert werden kann. Ein Rangfolgevermerk des Grundbuchamts stellt klar, dass die eingetragene Rangfolge durch die Rangänderung nicht mehr gilt. Auch hier gilt der Grundsatz, dass Zwischenrechte von der Rangänderung nicht betroffen werden und daher weder einen Vorteil noch einen Nachteil aus der Rangänderung haben.
Es bestehen mehrere Möglichkeiten, um den wirksamen Vorrang eines vom Verkäufer mit Zustimmung des Käufers bestellten Finanzierungsgrundpfandrechts vor der Auflassungsvormerkung zu erreichen.
Einerseits kann im Kaufvertrag bei der Eigentumsvormerkung ein Rangvorbehalt bewilligt werden und später wie bereits erläutert eine entsprechende Rangänderung durchgeführt werden.
Alternativ kann der Vorrang des Finanzierungsgrundpfandrechts durch einen Wirksamkeitsvermerk im Grundbuch erreicht werden. Hierzu ist erforderlich, dass der Verkäufer dies im Kaufvertrag, etwa durch eine entsprechende Belastungsvollmacht, gestattet und dass die ausdrückliche Zustimmung des Käufers beurkundet wird, indem beispielsweise ein entsprechender Passus in die Grundschuldbestellungsurkunde aufgenommen werden. Als nächster Schritt muss sowohl bei der Vormerkung als auch der Grundschuld ein Wirksamkeitsvermerk eingetragen werden. Ein solcher Wirksamkeitsvermerk hat dieselbe Rechtswirkung wie eine Rangänderung.
Den Wirksamkeitsvermerk führen einige Grundbuchämter gebührenfrei durch, andere berechnen dafür dieselbe Gebühr wie für eine Rangänderung. Nach Auffassung des Oberlandesgerichts Stuttgart ist die Eintragung eines Wirksamkeitsvermerks, sofern sie gleichzeitig mit der Grundschuldseintragung geschieht, gebührenfrei zu stellen, selbst wenn die Auflassungsvormerkung zunächst ohne den Wirksamkeitsvermerk eingetragen wurde. Das bayerische Oberlandesgericht war in einem früheren Beschluss zu einer anderen Auffassung gekommen.

## Öffentliche Lasten
Es gibt Rechte Dritter, die mangels Eintragungsfähigkeit gar nicht im Grundbuch stehen, aber auf das Rangverhältnis dennoch einwirken. Öffentliche Lasten, die auf einem Grundstück ruhen, werden nicht in das Grundbuch eingetragen. Die jeweils im Grundbuch eingetragenen Eigentümer sind Schuldner. Im Zwangsversteigerungsverfahren werden Schulden aus öffentlichen Lasten auf der Ebene der Rangklasse 3 befriedigt, Ansprüche aus dinglich im Grundbuch eingetragenen Rechten erhalten demgegenüber nur die Rangklasse 4. Öffentliche Lasten genießen deshalb absoluten Vorrang. Zu den öffentlichen Lasten zählen u. a. die Grundsteuer, Schornsteinfegergebühren, Kanalgebühren, Gebühren für die Straßenreinigung und Erschließungsbeiträge.

## Folgen der eingetragenen Rangordnung
Der Rang der Rechte zueinander ist ein Rechtsverhältnis und kein Recht und deshalb unpfändbar. Der Rang bildet eine rechtliche Eigenschaft des jeweiligen Rechts. Die vom Grundbuchamt eingetragene Rangfolge hat formale Rechtskraft. Die Rechte sind durch Eintragung entstanden, auch wenn das Grundbuchamt die Vorschriften über die Eintragungsreihenfolge nicht beachtet hat. Von einer inhaltlich unzulässigen Eintragung nach § 53 Abs. 1 Satz 2 GBO kann bei einem amtlichen Verstoß gegen die Eintragungsreihenfolge nicht gesprochen werden, denn darunter werden nur Eintragungen verstanden, die mit dem eingetragenen Inhalt aus Rechtsgründen nicht bestehen können. Verstöße des Amtes gegen die § 17 und § 45 GBO machen das Grundbuch nicht unrichtig, sodass kein Berichtigungsanspruch und keine Möglichkeit zum Amtswiderspruch besteht (§ 53 Abs. 1, § 71 Abs. 2 GBO). Der Benachteiligte aus fehlerhafter Eintragung hat gegenüber dem Begünstigten keinen Bereicherungsanspruch, es verbleibt nur der Ersatzanspruch aus § 839 BGB (Amtspflichtverletzung).
Aus der Rangordnung des Grundbuchrechts entstand umgangssprachlich die „erste Hypothek“, die an absolut erster Rangstelle stehend als besonders sicher gilt und als Realkredit von Kreditinstituten gewährt wird. Die „erste Hypothek“ muss nämlich im Verwertungsfall die Versteigerungserlöse nicht mit anderen konkurrierenden Rechten teilen. Entsprechend gelten „nachrangige Hypotheken“ als eher ausfallgefährdet. So genannte „subprime mortgages“ indes sind grundpfandrechtlich gesicherte Kredite an Kreditnehmer mit schlechterer Bonität und haben nichts mit der Rangstelle der Hypothek zu tun.